# 董柯娣
董柯娣（1960年8月20日—），浙江象山人，越剧女演员，擅长老生，为一级演员。1982年，进入浙江小百花越剧团。嗓音宏亮，感情充沛，师承张桂凤。代表作有越剧《五女拜寿》《汉宫怨》《二堂放子》《包公赔情》(饰演包拯)等。2000年，获得第十七届中国戏剧梅花奖。